# Papyrus Oxyrhynchus 222
El Papir d'Oxirrinc 222 (Papyrus Oxyrhynchus 222, P. Oxy. 222 o P. Oxy. II 222) és una llista d'antics vencedors olímpics d'un autor desconegut, escrita en grec. Va ser descobert a Oxirrinc. El manuscrit es va escriure en papir en forma de rotlle. Està datat al segle iii. Actualment es troba a la Biblioteca Britànica (Departament de Manuscrits, 1185) de Londres.

## Descripció
El document va ser escrit per un copista desconegut. El costat dret conté una llista de vencedors olímpics del 480 al 468 aC i del 456 al 448 aC. La cara del revers conté una comptabilitat de diners. Les mesures del fragment són de 180 per 95 mm. El text està escrit amb una petita lletra semicursiva.
Va ser descobert per Grenfell i Hunt el 1897 a Oxirrinc. El text va ser publicat per Grenfell i Hunt el 1899.

## Importància
Segons Grenfell i Hunt, «el nombre de punts interessants sobre els quals el papir llança nova llum és molt considerable».
Alguns exemples d'aquests punts són els següents: El manuscrit va permetre confirmar definitivament la datació de les odes de victòria de Píndar en els Jocs Pítics el 582 aC. També va permetre determinar amb precisió les dates de tres de les odes de Píndar, que abans havien estat disputades. El papir també va datar la primera oda olímpica de Píndar i la cinquena oda de Baquílides.
Aquest papir va demostrar que Baquílides era viu fins al 452 aC, quan la darrera data coneguda anteriorment era el 468 aC. Va demostrar que Policlet i Pitàgores de Reggio van destacar al segle V aC. També va aclarir un punt llargament disputat d'un fragment de l'ètica nicomàquica d'Aristòtil (vii 4.2).